# Susanne Boilesen
Susanne Boilesen född 28 april 1970 i Levring, Danmark, är en inte längre aktiv dansk handbollsspelare, Hon  spelade som högernia.

## Karriär
Började sin elitkarriär i Viborgs HK där hon spelade till 1991. Hon representerade sedan Horsens HK under två år (?) innan hon kom till Ikast FS som senare blev Ikast Bording EH. Ikast lämnade hon för ett utlandsäventyr i Schweiz men hon återvände efter ett år till Danmark men nu i Team Tvis Holstebro som då var en helt nyetablerad klubb som ett samarbete KFUM Tvis och HH 90.  Det är den sista klubben som är känd i hennes karriär. På nationell nivå blev det inga danska mästerskap.

### Landslagskarriär[2]
Susanne Boilesen hade en mycket kort landslagskarriär från maj 1994 till februari 1995. Hon spelade 8 matcher och gjorde 7 mål  men hann bli europamästare 1994 med Danmarkrs landslag. Landslagsdebut 28 maj mot Polen och sista matchen 23 februari 1995 mot Sverige.

## Klubbar[3]
- Viborg HK (1990-1991)
- Horsens HK (1991/1993? )
- Ikast/Bording EH ( 1993-1997)
- TSV St. Otmar St. Gallen ( 1997-1998 )
- Team Tvis Holstebro (1999-2000)

## Meriter
- EM-guld1994 med Danmarks damlandslag i handboll

### Fotnoter
1. ↑  ”EHF / Susanne Boilesen”. Arkiverad från originalet den 28 februari 2019. https://web.archive.org/web/20190228004043/http://www.eurohandball.com/ec/cwc/women/1997-98/player/503219/SusanneBoilesen. Läst 27 februari 2019.
2. ↑  ”Haslund info Susanne Boilesen”. http://www.haslund.info/haandbold/20_dame/20_spillere/boisus.asp. Läst 27 februari 2019.
3. ↑  ”DhDB Susanne Boilesen”. http://dhdb.hyldgaard-jensen.dk/spiller.php?id=6047&kf=4. Läst 27 februari 2019.